# Stadtbach (Limmat)
Der Stadtbach ist ein Fliessgewässer in der Stadt Baden im Kanton Aargau in der Schweiz. Er mündet in die Limmat und ist somit ein indirekter Nebenbach im Flusssystem der Aare.
Der Stadtbach lieferte früher die Energie für die Wasserwerke der Mühlen, besonders der seit dem Mittelalter bestehenden Schadenmühle, und lieferte das Trink- und Brauchwasser für die städtischen Brunnen. Er geht auf den 4,1 km langen natürlichen Bach zurück, der das Tal von Dättwil entwässert und im Oberlauf Täferenbach heisst. Heute ist der Stadtbach mehrheitlich eingedolt.

## Verlauf
Der längste Oberlaufstrang des Baches entspringt als Stangeloch in einem kleinen Tal am Westhang des Bergzugs Baregg-Oberforst auf der Höhe von 475 m ü. M. Der Bach fliesst zuerst gegen Südwesten in das Gebiet Täfere im Tal zwischen Fislisbach und Dättwil hinunter. Das Gewässer Täfere bzw. Täferenbach liegt im dicht bebauten Siedlungsgebiet von Dättwil in einer Dole, die gegen Norden durch das Tal führt, die Hauptstrasse 279 (Mellingerstrasse) unterquert und danach dem Bahndamm der Nationalbahn-Strecke Mellingen–Baden folgt. Im ehemaligen Feuchtgebiet Langacker-Weihermatt, das in den 1940er Jahren entwässert wurde, verläuft die Dole unter der Hauptstrasse 296.1 (Birmenstorferstrasse), einer Zufahrt zum Kantonsspital Baden, und den drei Talbrücken der Autobahn A1.
Nördlich der Neuen Talbrücke tritt der Bach, jetzt mit dem Namen Stadtbach, aus der Dole aus und mündet in den ersten Dättwiler Weiher. Danach mündet von links der Teufelsgraben, der auf der Höhe der Baldegg entspringt, in den Bach, der nun den zweiten, grösseren Weiher auf 416 m ü. M. erreicht. Der Talabschnitt an den Stillgewässern gehört schon zum Badener Ortsteil Meierhof und ist ein bedeutendes Amphibienlaichgebiet, das als städtisches Schutzgebiet ausgewiesen ist. Die Weiher dienten früher als Fischgewässer, zum Wässern der Deuchel für die Holzleitungen in der Stadt und im Winter als Eisfläche für das Schlittschuhlaufen. Vom oberen Weiher führte ein Kanal zum Wasserwerk einer ehemaligen Sägerei.

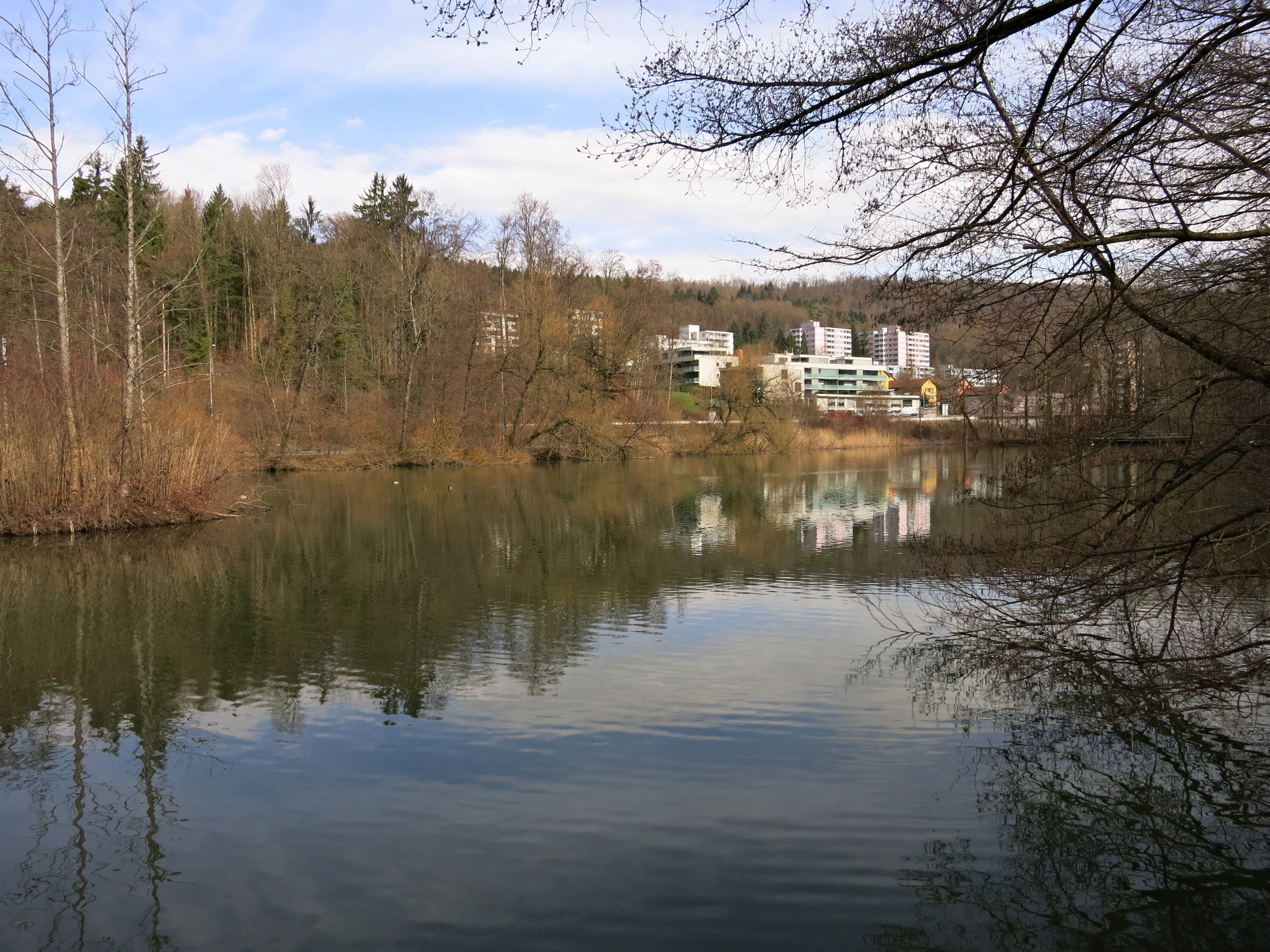
Dättwiler Weiher

Im Quartier Meierhof ist der Stadtbach wieder abschnittsweise eingedolt. Ihm folgt der Stadtbachweg. Auf dem letzten Abschnitt liegt der unterirdische Kanal zuerst unter der Mellingerstrasse und unterquert die Brücke der Nationalbahnstrecke. Tief unter dem Schulhausplatz passiert er die Hauptstrasse 3 und den Tunnel der Bahnstrecke Zürich–Baden, und dann fliesst er mit einem stärkeren Gefälle unter dem öffentlichen Park an der Grabenstrasse zum Ufer der Limmat hinab, in die er auf der Höhe von 355 m ü. M. zwischen der Hochbrücke und der Holzbrücke von Baden mündet. Über dem Abhang auf der linken Seite des Stadtbachtals erhob sich die mittelalterliche Stadtmauer von Baden.
2013 wurden der Dättwiler Weiher und ein Abschnitt des Stadtbachs ökologisch aufgewertet. Eine neue unterirdische Leitung leitet bei starkem Regen das saubere Wasser in den Stadtbach und entlastet dadurch die Kläranlage.
Als um 2016 der Schulhausplatz in Baden, ein Knoten mit besonders hohem Verkehrsaufkommen, umgebaut wurde und eine zusätzliche Busunterführung erhielt, wurde der alte Stollen des Stadtbachs unter dem Platz abgebrochen und durch einen neuen Kanal ersetzt.